# わいわいドンブリ
わいわいドンブリは、NHK教育テレビジョンで1994年4月5日から1997年3月5日まで放送された子供向けの番組である。

## 概要
異星人3人組がドンブリ型の宇宙船に乗り、様々なテーマの星をドサ回りする冒険ギャグぬいぐるみ劇である。同じ声優のアニメ版も存在した。初年度の1994年度のみ、当時の幼稚園・保育所向け番組ゾーンの『ともだちいっぱい』の中の1番組として扱われていた為、オープニングで同ゾーンのタイトルロゴも表示されていた。
2024年10月9日から10月30日まで『Eテレタイムマシン』で再放送が行われた。

## 放送時間
いずれも日本時間。
- 1994年度：木曜日 10:30 - 10:45、火曜日 16:05 - 16:20（再放送）、水曜日 09:15 - 09:30（再々放送）
- 1995年度 - 1996年度：水曜日 10:30 - 10:45、月曜日 16:05 - 16:20（再放送）、火曜日 09:15 - 09:30（再々放送）

## 出演者
ドン・ピエール・ゴンザレス（ゴンザ）
声 - 玄田哲章
世界征服と金儲けを企むサングラスをかけた異星人（男）。いつも悪戯ばかりするちょっと悪役キャラだが、世界征服なんて絶対無理だという抜けた感じの性格である。毎回、話の終盤で悪役としてピンチの時はゴンザ自身にも何が起こるか分からない「メガネパワー」を使い、サングラスの下に隠れたつぶらな瞳があらわになる。トメさんに歯ブラシ剣を振り回されたときは「そっ、そんなあぶない歯ブラシ振り回すな。おまわりさんに言いつけてやる」とわめきちらすのが恒例である。歯磨きをあまりやらないらしく、歯が汚れている。
下落合トメ（トメさん）
声 - 西原久美子
「ドンブリ星はみがき促進委員会」に所属していて、世界中の子供たちに歯磨きの大切さを説くことが夢の異星人（女）。とても丁寧な口調で、上品なイメージのキャラ。ピンチの時は、「歯を磨こうの旗のもと!」という前口上を始め、もっている巨大歯ブラシ「歯ブラシ剣」を振りかざすのが恒例である。毎回、歌を披露する。
ドジノビッチ・カムリン（カムリン）
声 - 雨蘭咲木子
ホテルの支配人を目指している異星人（男）。語尾に「リン」をつけて話すのが特徴。タートルネック状になった首の内側からカムリンホテルになるドンブリや万能翻訳機「わかるぞ～！」などの道具を出す。

## 放送リスト

### 1994年度
| 回 | タイトル                   | 初回放送日     |
| -- | -------------------------- | -------------- |
| 1  | 出会いは驚きだ!            | 1994年04月05日 |
| 2  | 違いが分かる               | 1994年04月14日 |
| 3  | わがまま一番               | 1994年04月21日 |
| 4  | 似てるぞ、違うぞ           | 1994年04月28日 |
| 5  | 類は友を呼ぶ               | 1994年05月12日 |
| 6  | 話せば分かる               | 1994年05月19日 |
| 7  | 情けは人の為ならず         | 1994年05月26日 |
| 8  | 一緒にやれば友達だ         | 1994年06月02日 |
| 9  | おいらが大将               | 1994年06月09日 |
| 10 | あんたも大将               | 1994年06月16日 |
| 11 | 君がするなら僕やめた       | 1994年06月23日 |
| 12 | こっちを向いて             | 1994年06月30日 |
| 13 | 嫌い嫌い大嫌い             | 1994年07月07日 |
| 14 | 家族っていいな             | 1994年08月30日 |
| 15 | 友達っていいな             | 1994年09月08日 |
| 16 | 違いがあるから面白い       | 1994年09月20日 |
| 17 | 僕の気持ちになってみろ     | 1994年09月29日 |
| 18 | わたしの気持ちになってみて | 1994年10月06日 |
| 19 | みんなでやれば見えてくる   | 1994年10月13日 |
| 20 | 十人十色                   | 1994年10月20日 |
| 21 | 今日の欠点，明日の美点     | 1994年10月27日 |
| 22 | 時と場合で善も悪           | 1994年11月10日 |
| 23 | 何がいったい正しいの?      | 1994年11月17日 |
| 24 | 大人の都合で言わないで     | 1994年11月24日 |
| 25 | 自分が良ければいいのかな?  | 1994年12月01日 |
| 26 | あなたしか見えない         | 1994年12月08日 |
| 27 | 親の言うこと皆正しい?      | 1995年01月10日 |
| 28 | いじめられっ子いじめっ子   | 1995年01月19日 |
| 29 | 小さな親切大きなお世話     | 1995年01月26日 |
| 30 | 一人前の美学               | 1995年02月02日 |
| 31 | けんかも楽しい?            | 1995年02月09日 |
| 32 | 君の気持ちが見えてきた     | 1995年02月16日 |
| 33 | じっと我慢の子であった     | 1995年02月23日 |
| 34 | 言いたいことは言っておけ   | 1995年03月02日 |
| 35 | 分かり合って大団円         | 1995年03月09日 |

### 1995年度
| 回 | タイトル           | 初回放送日     |
| -- | ------------------ | -------------- |
| 1  | 異文化との出逢 1   | 1995年04月12日 |
| 2  | 異文化との出逢 2   | 1995年04月19日 |
| 3  | 異文化との出逢 3   | 1995年04月26日 |
| 4  | 異文化との出逢 4   | 1995年05月10日 |
| 5  | 家族への想い 1     | 1995年05月17日 |
| 6  | 家族への想い 2     | 1995年05月24日 |
| 7  | 家族への想い 3     | 1995年05月31日 |
| 8  | 家族への想い 4     | 1995年06月07日 |
| 9  | 自意識の目覚め 1   | 1995年06月14日 |
| 10 | 自意識の目覚め 2   | 1995年06月21日 |
| 11 | 自意識の目覚め 3   | 1995年06月28日 |
| 12 | 自意識の目覚め 4   | 1995年07月05日 |
| 13 | 自意識の目覚め 5   | 1995年07月12日 |
| 14 | 偏見との戦い 1     | 1995年08月28日 |
| 15 | 偏見との戦い 2     | 1995年09月12日 |
| 16 | 偏見との戦い 3     | 1995年09月20日 |
| 17 | 偏見との戦い 4     | 1995年09月27日 |
| 18 | 社会へのまなざし 1 | 1995年10月04日 |
| 19 | 社会へのまなざし 2 | 1995年10月18日 |
| 20 | 社会へのまなざし 3 | 1995年10月25日 |
| 21 | 社会へのまなざし 4 | 1995年11月01日 |
| 22 | 社会へのまなざし 5 | 1995年11月08日 |
| 23 | 社会へのまなざし 6 | 1995年11月15日 |
| 24 | 社会へのまなざし 7 | 1995年11月22日 |
| 25 | 想像力の冒険I 1    | 1995年11月29日 |
| 26 | 想像力の冒険I 2    | 1995年12月06日 |
| 27 | 想像力の冒険I 3    | 1995年12月13日 |
| 28 | 幼児の人間関係論 1 | 1996年01月10日 |
| 29 | 幼児の人間関係論 2 | 1996年01月17日 |
| 30 | 幼児の人間関係論 3 | 1996年01月24日 |
| 31 | 幼児の人間関係論 4 | 1996年01月31日 |
| 32 | 幼児の人間関係論 5 | 1996年02月07日 |
| 33 | 想像力の冒険II 1   | 1996年02月21日 |
| 34 | 想像力の冒険II 2   | 1996年02月28日 |
| 35 | 想像力の冒険II 3   | 1996年03月06日 |

### 1996年度
| 回 | タイトル                | 初回放送日     |
| -- | ----------------------- | -------------- |
| 1  | 知らない人 知らない物 1 | 1996年04月10日 |
| 2  | 知らない人 知らない物 2 | 1996年04月17日 |
| 3  | 知らない人 知らない物 3 | 1996年04月24日 |
| 4  | 知らない人 知らない物 4 | 1996年05月08日 |
| 5  | 家族への想い 1          | 1996年05月15日 |
| 6  | 家族への想い 2          | 1996年05月22日 |
| 7  | 家族への想い 3          | 1996年05月29日 |
| 8  | 家族への想い 4          | 1996年06月05日 |
| 9  | 自意識が芽生える 1      | 1996年06月12日 |
| 10 | 自意識が芽生える 2      | 1996年06月19日 |
| 11 | 自意識が芽生える 3      | 1996年06月26日 |
| 12 | 自意識が芽生える 4      | 1996年07月03日 |
| 13 | 自意識が芽生える 5      | 1996年07月10日 |
| 14 | 思い込みはいけないよ 1  | 1996年08月26日 |
| 15 | 思い込みはいけないよ 2  | 1996年09月04日 |
| 16 | 思い込みはいけないよ 3  | 1996年09月11日 |
| 17 | 思い込みはいけないよ 4  | 1996年09月25日 |
| 18 | お家の外の世界 1        | 1996年10月02日 |
| 19 | お家の外の世界 2        | 1996年10月09日 |
| 20 | お家の外の世界 3        | 1996年10月16日 |
| 21 | お家の外の世界 4        | 1996年10月23日 |
| 22 | お家の外の世界 5        | 1996年10月30日 |
| 23 | お家の外の世界 6        | 1996年11月13日 |
| 24 | お家の外の世界 7        | 1996年11月20日 |
| 25 | 楽しいお話I 1           | 1996年11月27日 |
| 26 | 楽しいお話I 2           | 1996年12月04日 |
| 27 | 楽しいお話I 3           | 1996年12月11日 |
| 28 | 友だちとどう遊ぶ? 1     | 1997年01月06日 |
| 29 | 友だちとどう遊ぶ? 2     | 1997年01月20日 |
| 30 | 友だちとどう遊ぶ? 3     | 1997年01月29日 |
| 31 | 友だちとどう遊ぶ? 4     | 1997年02月05日 |
| 32 | 友だちとどう遊ぶ? 5     | 1997年02月12日 |
| 33 | 楽しいお話II 1          | 1997年02月19日 |
| 34 | 楽しいお話II 2          | 1997年02月26日 |
| 35 | 楽しいお話II 3          | 1997年03月05日 |

### アニメ
| 回 | タイトル        | 初回放送日時                     |
| -- | --------------- | -------------------------------- |
| 1  |                 | 1994年12月28日 水曜日09:15-09:25 |
| 2  | お腹の中からSOS | 1995年08月23日 水曜日09:15-09:25 |
| 3  | 鬼の星の大冒険  | 1995年12月29日 金曜日09:20-09:30 |

## スタッフ
- 振付 - 山口真美
- 人形操作 - 大江健司
- 人形美術 - 劇団カッパ座、ほんだゆきお、山村エナミ
- 人形デザインアニメーション - ほんだゆきお
- 演奏 - 東京室内楽協会
- 音楽 - 井川雅幸
- 作 - 下川博